# Wappenstein (Gernrode)

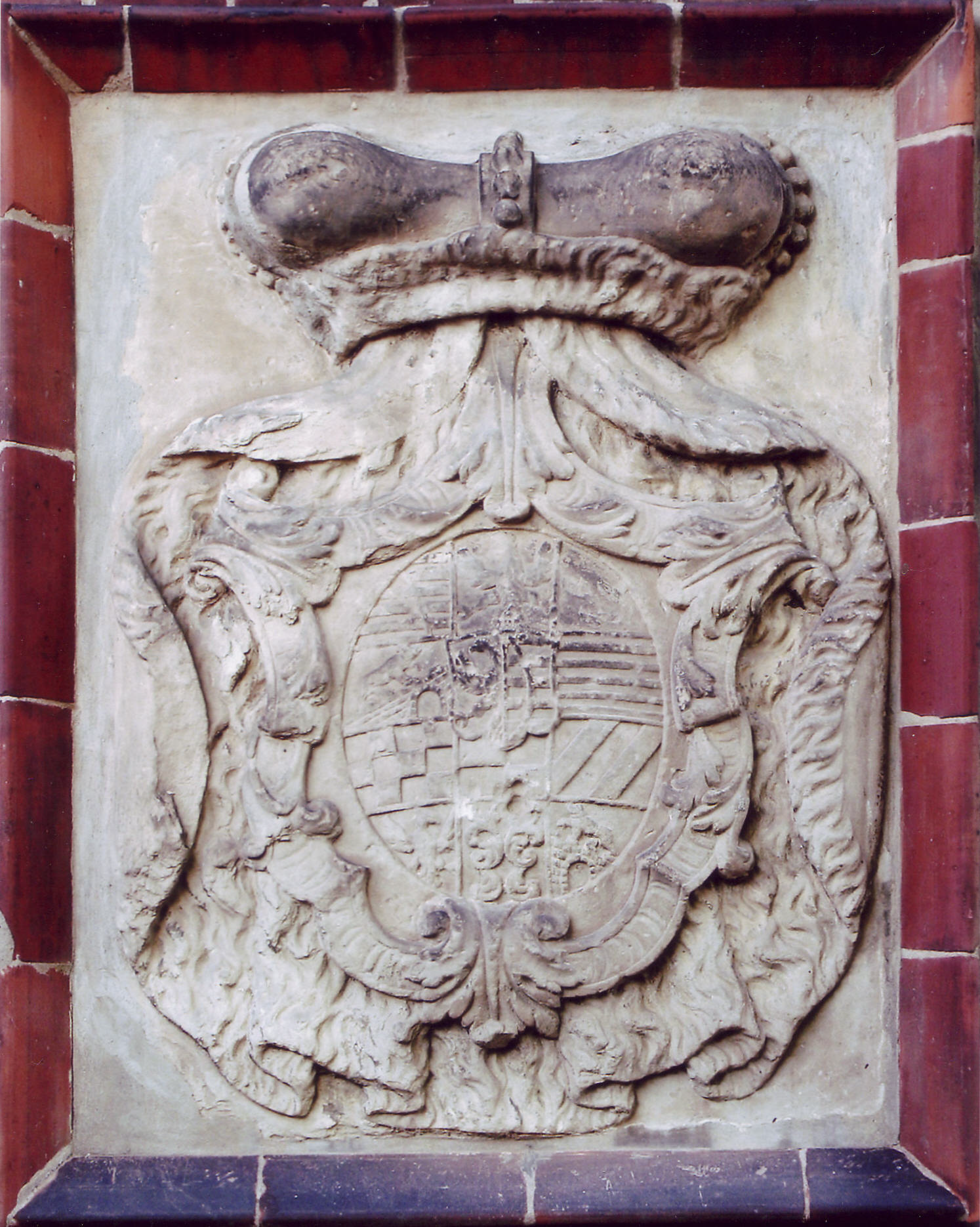
Wappenstein

Der Wappenstein ist ein denkmalgeschütztes Relief in dem zur Stadt Quedlinburg in Sachsen-Anhalt gehörenden Ortsteil Stadt Gernrode.

## Lage
Er befindet sich in der Gernröder Altstadt an der Ostseite des Hauses Marktstraße 4 und ist im örtlichen Denkmalverzeichnis als Wappenstein eingetragen.

## Architektur und Geschichte
Der Wappenstein stammt aus dem Jahr 1717. Vermutlich war er Bestandteil des Gernroder Ostentors. Später wurde er an Hottelmanns Haus in der Marktstraße 4 befestigt. Das Gebäude an dem der Wappenstein angebracht ist, ist jüngerer Entstehungszeit als das Wappen. Auf dem Stein ist das Wappen der anhaltischen Fürsten abgebildet.